# Chaource (Aube)
 (décembre 2023).
Si vous disposez d'ouvrages ou d'articles de référence ou si vous connaissez des sites web de qualité traitant du thème abordé ici, merci de compléter l'article en donnant les références utiles à sa vérifiabilité et en les liant à la section « Notes et références ».
Ne pas confondre avec Chaourse, commune française de l'Aisne

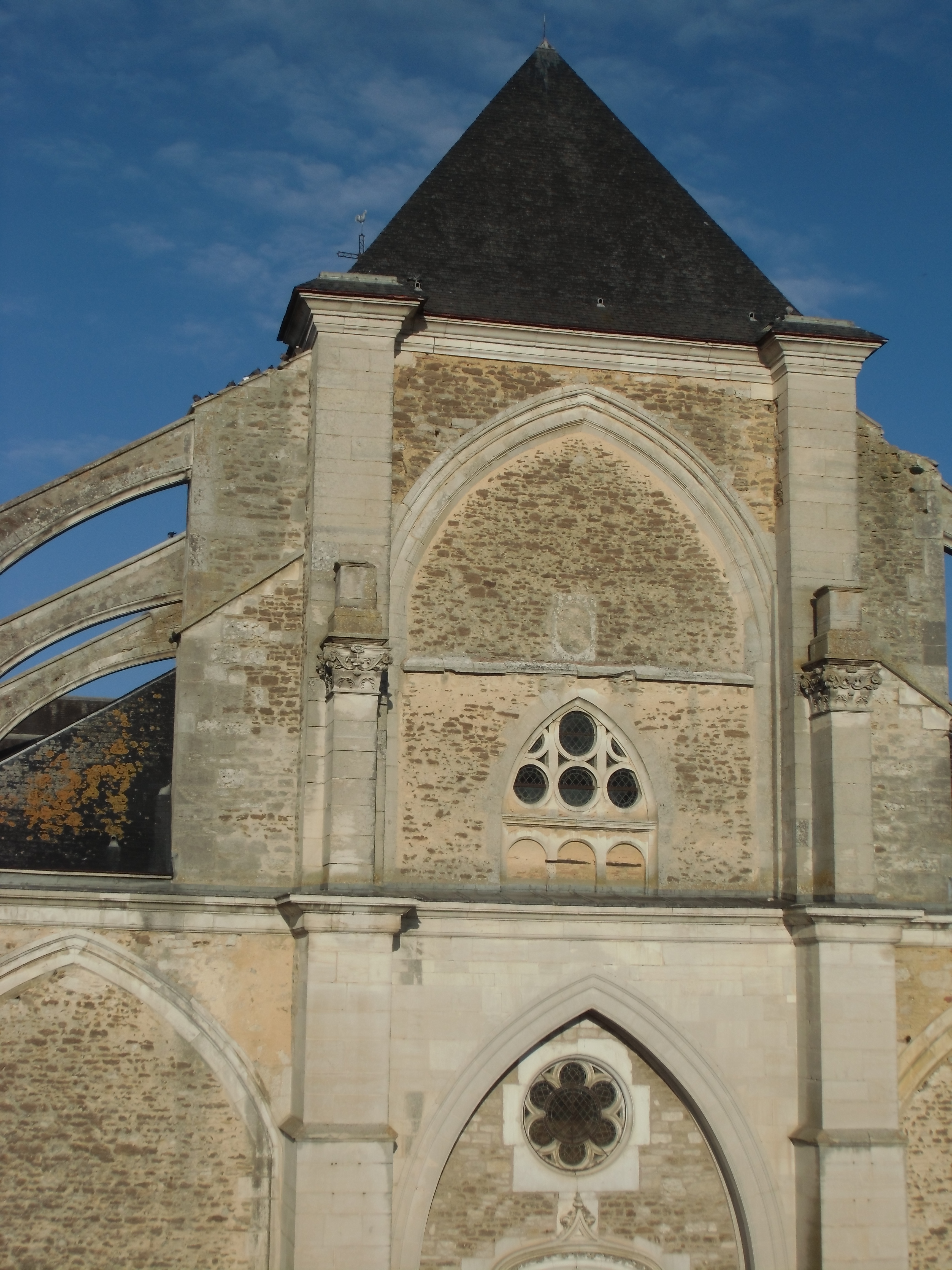
Église Saint-Jean-Baptiste de Chaource vue de la place de l'Église.

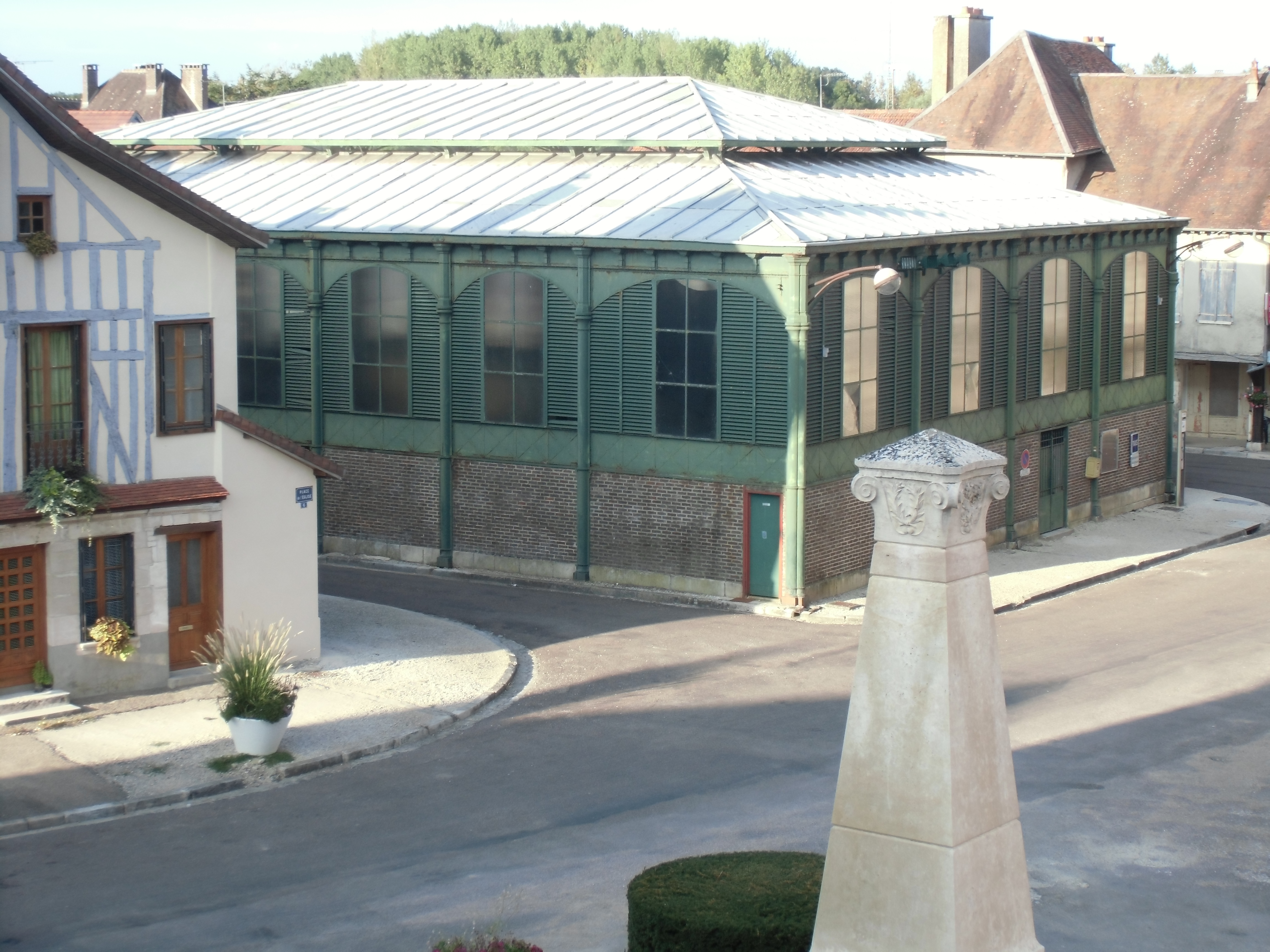
Halle de type Baltard construite en 1888, vue de la place de l'Église.

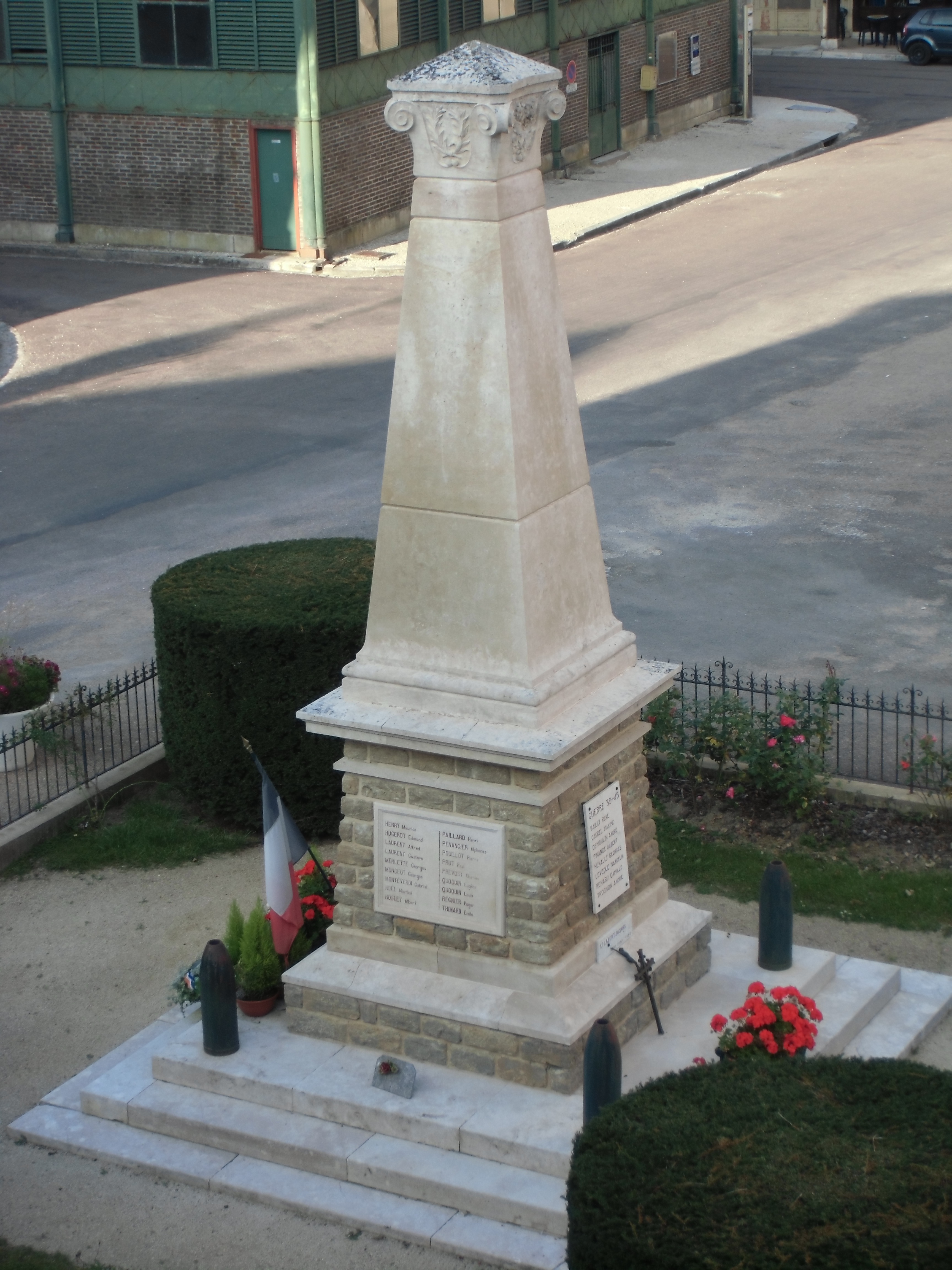
Monument aux morts de la place de l'Église.

Chaource est une commune française, située dans le département de l'Aube en région Grand Est, à 30 km au sud de Troyes en Champagne méridionale.

## Géographie
| Metz-Robert | Les Loges-Margueron  | Lantages |
| Cussangy    | Chaource             | Praslin  |
| Lagesse     | Maisons-lès-Chaource | Pargues  |

### Situation
Chaource appartient à la Champagne humide, vaste région concentrique du Sud-Est du Bassin parisien. Cette région argileuse, située entre les environs calcaires de Troyes et les plateaux plus secs du Tonnerrois, présente des sols argileux qui expliquent les étangs et les espaces favorables aux pâturages et aux forêts de feuillus.
L'altitude moyenne y est de 150 mètres. La surface du territoire communal est de 3 106 ha.
L'agglomération est entourée de collines couvertes, vers 1950, de bosquets de feuillus,de jardins, et de champs entourés de haies vives, d'arbres fruitiers et de vignes. Le paysage s'est sensiblement modifié avec le remembrement. Les arbres fruitiers ont considérablement diminué. Ils étaient constitués principalement de poiriers à cidre : saussinet, poire de noire, poire de Brie, ou de pommiers à cidre : avrolles, nez de chat, vendues l'Evêque... qui donnaient un excellent cidre servant à la consommation familiale pour toute l'année. La vigne était alors principalement cultivée sur les collines au sud et sud-est entre les routes de Pargues et de Tonnerre et donnait un vin fier et rafraîchissant. On dénombrait à la fin du XIXe siècle, 75 hectares de vignes qui, en fait, ont pratiquement disparu notamment avec l'invasion du phylloxéra[réf. nécessaire].
L'élevage était particulièrement développé ; un recensement du bétail effectué à Chaource en 1836 nous indique : 10 taureaux, 150 bœufs, 250 vaches, 100 veaux, 30 béliers, 1600 moutons, 1000 brebis, 500 agneaux, 400 porcs, 10 chèvres, 100 chevaux, 200 juments, 50 poulains, 6 mulets et 30 ânes. Seuls subsistent actuellement l'élevage des bovins et à un degré moindre, des ovins. Les tracteurs ont remplacé les chevaux qu'on ne trouve guère que comme chevaux de selle[réf. nécessaire].

### Hydrographie

#### Généralités
L'Armance prend sa source à Chaource et coule vers l'ouest sur une longueur de 40 km pour se jeter dans l'Armançon à Saint-Florentin. Elle est alimentée par de nombreux cours d'eau pour le canton de Chaource :
- sur la rive droite : le ru de Bailly, le ru d'Anneau et le ruisseau de Brévan.
- sur la rive gauche : le ru du Croc du Gré, le ru de Sainte-Syre, le ru d'Hallier, le ruisseau de la Bande, le Landion (cf 1.2.2) et le ru de Bernon (dit aussi ru Deniot).
La faible pente de l'Armance est à l'origine de méandres favorisant les atterrissements, et nuisant ainsi à l'écoulement des eaux qui, en hiver, débordant de leurs rives, inondaient les riches pâturages du bassin d'Armance. Le flottage des bois pour l'alimentation de Paris y était fréquent au début du XIXe siècle. Il faut attendre 1980 pour qu'un syndicat d'aménagement de la vallée de l'Armance se constitue avec des élus des départements de l'Aube et de l'Yonne, intéressant l'ensemble du cours de l'Armance.

#### Le syndicat intercommunal d'aménagement de la vallée de l'Armance
En 1959, par arrêtés préfectoraux de l'Aube et de l'Yonne, le syndicat intercommunal d'aménagement de la vallée de l'Armance est créé, regroupant 14 communes de l'Aube et 5 de l'Yonne. Il a pour but d'assurer un écoulement régulier des eaux du bassin versant dans le collecteur naturel qu'est l'Armance en régularisant son profil en long et la section utile d'écoulement de l'eau. Ces travaux furent effectués par tranches à partir du confluent de l'Armançon. Ils consistèrent en faucardement, nettoyage du lit, reprofilage du plafond, protection des rives selon besoins, calibrage du profil en travers, rectification du tracé par suppression des boucles trop prononcées, enlèvement des atterrissements.
Ces travaux furent effectués de 1988 à 1992.
Ce syndicat est intégré dans un plan global d'amélioration de l'eau à la suite de la loi sur l'eau, lequel plan est piloté par le SIRTAVA[Quoi ?].

#### Alimentation des moulins
De nombreux moulins existaient encore sur l'Armance et ses affluents au début du XXe siècle, certains depuis fort longtemps (au moins le XIIIe siècle).
La source de l'Armance donne naissance à un plan d'eau qui alimentait le moulin d'En-haut encore en fonctionnement en 1892. Il est alors racheté par le vicomte Chandon de Briailles qui installe une turbine et un bélier hydraulique, permettant l'alimentation en eau et électricité du domaine de la Cordelière situé à plus de deux kilomètres. Ce moulin en murs de briques du pays a été démoli en 1938. La grange et un petit lavoir ont été démolis vers 1950.
Le moulin d'En-bas, propriété du comte Chandon de Briailles, était encore en activité jusqu'en 1923 environ. Il est ensuite utilisé comme laiterie-fromagerie dans les bâtiments annexes jusque vers 1965-1966. Il appartient maintenant à un particulier qui l'a judicieusement restauré.
Le moulin de la Roque, situé sur l'Armance à la limite des finages de Chaource et de Metz-Robert, dont la trace remonte à 1549, était dénommé moulin caduse. Il était encore en exploitation jusque vers 1930. Complètement rénové et embelli, il est maintenant une propriété privée.

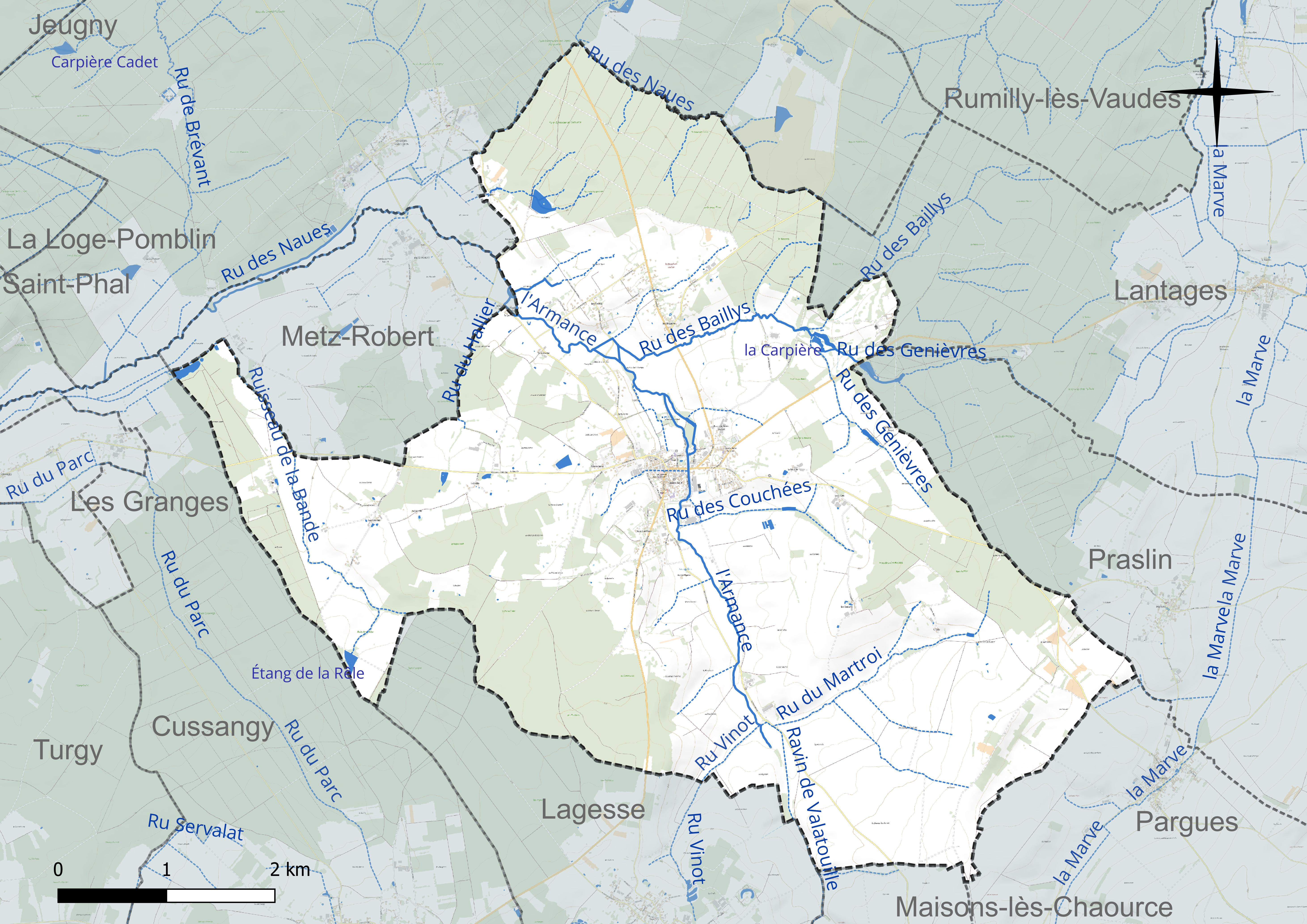
Réseau hydrographique de Chaource.

## Histoire

### Les origines
La topographie des lieux nous révèle que Chaource s'est construit au centre d'un vaste bassin de réception des eaux, dans une zone où les sources abondent. Ces conditions favorables n'ont pas été étrangères à l'installation d'un habitat. On trouvait là en effet, l'eau en abondance, le bois pour le chauffage et la construction, l'argile pour la construction des cabanes en pisé et pour la fabrication d'objets ménagers, la provende pour les troupeaux de porcs se nourrissant de faines et de glands, le gibier et le poisson pour la nourriture.
Chaource était sans doute construit sur un terrain marécageux car l'on a constaté, lors des sondages effectués après 1940 dans le cadre de la reconstruction immobilière, que l'épaisseur des terres rapportées atteignait jusqu'à 1,6 m au centre du pays.
À partir de l'époque gallo-romaine (52 av. J.-C. - 476 ap. J.-C.), la Gaule était divisée en pagi. Sous les Carolingiens (750 - Xe siècle), Chaource faisait partie du Pagus Tornodensoris (relevant initialement de la Civitas des Lingons) ainsi que la plupart des villages compris dans l'actuel canton de Chaource. Il est intéressant de constater que toute trace de cette dépendance n'avait pas totalement disparu à la veille de la Révolution française, la paroisse de Chaource faisant encore partie de l'archidiaconé de Saint-Vinnemer (à côté de Tanlay dans l'Yonne).

### À l'époque des comtes de Champagne (878-1285)
Il faut attendre le IXe siècle pour avoir connaissance de l'existence de Chaource. À cette époque, le roi carolingien Charles le Chauve (843-877) n'a plus d'autorité sur sa propre aristocratie. Il doit donc se concilier les féodaux remuants par des concessions territoriales. C'est ainsi qu'en 878, il donna à son fidèle compagnon Robert sa villa de Cadusia, c'est-à-dire la châtellenie de Chaource, avec tout ce qui en dépendait comme esclaves des deux sexes, bois, prés et eaux... Entre 879 et 886, ce comte Robert en fit don à l'abbaye bénédictine de Montiéramey (au sud du lac d'Orient). La châtellenie de Chaource dépend ensuite de deux seigneurs : le comte de Champagne et l'abbé de Montiéramey.
En 1177, le comte Henri le Libéral et l'abbé de Montiéramey déclarent qu'ils ont fait une ville neuve à Chaource et à Metz-Robert.
En mars 1223, le comte Thibaud IV, en échange de ce que l'abbaye de Montiéramey avait à Chemin (commune de Villeneuve-au-Chemin, dans le pays d'Othe) lui donna sa part de finage de Chaource et de Metz-Robert, et dès lors, l'abbaye en eut la totalité.
Un château fort fut construit (sans doute au cours de ce XIIIe siècle). Il devait être de vastes dimensions puisqu'il comportait un donjon et des logements, une chapelle, et était flanqué de huit tours.

### Chaource, possession royale (1285-1328)
Le 5 novembre 1285, Philippe IV le Bel, époux de Jeanne comtesse de Champagne, monte sur le trône et le comté de Champagne est rattaché au royaume de France, de même que la baronnie de Chaource qui en fait partie.
Sous ce roi, Chaource envoya deux députés au parlement chargé de juger les Templiers à Tours en 1308.

### Sous l'autorité des ducs de Bourgogne
Chaource sortit du domaine de la Couronne pour être donné en 1328 à Eudes, duc de Bourgogne, à l'occasion de son mariage avec Jeanne, comtesse de Bourgogne et d'Artois, fille du roi Philippe le Long et petite-fille de la comtesse Jeanne de Champagne femme de Philippe IV le Bel ci-dessus (les châtellenies de Chaource, Villemaur, Isles, Maraye, Payns, constituant cette dot, forment la « Seigneurie d'Isles » et vont rester attachées à la famille ducale de Bourgogne, d'abord la Maison capétienne de Bourgogne à laquelle appartient le duc Eudes, puis les ducs Valois à partir de 1364. C'est un moyen d'action remarquable pour les ducs en Champagne méridionale, encore augmenté par la possession du comté de Bar-sur-Seine de 1435 à 1475 et par les biens dévolus aux fidèles du duc — comme Les Riceys à Nicolas Rollin — et qui rappelle curieusement l'origine bourguignonne du comté de Troyes). À cette époque, plusieurs des tours du château étaient occupées par Messire Jean de Mussy, chevalier, par son fils Jean et plusieurs autres.
De 1363 à 1387, en pleine guerre de Cent Ans, et alors que des bandes armées ravagent la Champagne, d'importants travaux et réparations sont faits dans le château et sa chapelle. À cette occasion, des aides (impôts indirects) furent exceptionnellement perçus sur les habitants.
Peu à peu, les habitants de Chaource s'affranchirent de la tutelle du seigneur et obtinrent des privilèges.
Le 11 janvier 1374, Jean Paaillon, écuyer, bailli de la comtesse de Bourgogne, reconnaît aux habitants de Chaource le droit de n'être emprisonnés au civil que pour dette royale.
En 1479, un accord intervenait pour délimiter les forêts de Lagesse, Cussangy et Chaource et comportait transaction pour le libre pâturage des bestiaux sur leurs finages respectifs. Un impôt de 12 deniers par an devait être versé par chaque feu pour jouir du bois (de construction et de chauffage) et de la pâture.
De 1478 à 1515, la châtellenie de Chaource est administrée par des membres de la famille de Monstier qui avaient alors la charge de prévôt et capitaine de Chaource pour le compte de la puissante famille de Nevers seigneur de Chaource et de toute la seigneurie d'Isle (Maison issue des ducs de Bourgogne : cf. Philippe), et résidant au château fort de Chaource.
Dès la fin du XVe siècle, on estimait, non sans quelque exagération peut-être, à 4000 arpents (soit près de 2 000 ha), la superficie des terrains défrichés dans le Chaourçois. Il est vraisemblable que la campagne qui entoure Chaource a pris, à cette époque, son aspect caractéristique bocager avec ses nombreuses fermes, logées dans un repli de terrain, au milieu d'une marqueterie de terres et de bois aux formes irrégulières.

### Le beauXVIesiècle
La fin du XVe siècle et le premier quart du XVIe siècle peuvent être considérées comme une période de paix et de prospérité qui annonce les temps modernes. La bourgeoisie s'enrichit par le commerce et l'industrie.
Vers la fin du XVe siècle sont construites les belles habitations du centre de l'agglomération comportant les «allours», apparemment maisons de notables dont les «sablières» (poutres) sont délicatement sculptées d'«engoulants» (gueules de loups), d'animaux emblématiques, de médaillons portant des figures humaines, de motifs floraux... L'enseignement se développe aussi avec une école de clercs existant alors à Chaource et il semble qu'au temps d'Amadis Jamyn (1540-1593), une certaine aisance s'installe, y compris dans la classe paysanne.
Le 3 juillet 1517, Emon de Gennes, écuyer, bailli d'Isle (au sud de Troyes) et de Chaource pour la duchesse de Brabant (Françoise d'Albret d'Orval, comtesse douairière de Nevers par son mariage avec le comte Jean duc titulaire de Brabant), tenant ses assises à Chaource, autorise les habitants à s'assembler pour délibérer de leurs affaires et à nommer un procureur pour les poursuivre. C'est le premier acte constitutif de la Communauté.
La chapelle Saint-Georges de l'église a été fondée au début du XVIe siècle par la famille de Monstier, dont l'un des membres, Nicolas, est par ailleurs le donateur de la célèbre Mise au tombeau, datée de 1515. L'église est en partie reconstruite entre 1532 et 1548.
Sous le règne de François Ier (1515-1547), la France, notamment la Champagne, est menacée par la famille des Habsbourg dont le descendant est Charles Quint, petit-fils de Marie de Bourgogne. Aussi en 1525, les Chaourçois, craignant que le château ne suffise plus à les abriter, travaillèrent à entourer leur bourg de fossés et de murailles. Pour effectuer ces travaux, un droit fut perçu sur les vins qui entraient à Chaource (3 000 à 4 000 hl par an). Des gardes furent installés aux portes de la ville et tous les tonneaux furent soumis à la jauge. Le recensement accusait 345 feux et puisque chaque feu devait représenter 4 à 5 habitants, la population chaourçoise était donc de 1 500 habitants environ. En 1541, une inondation démolit une partie des remparts et en 1561, la construction, jamais terminée à cause de la pauvreté des habitants, fut abandonnée. Les remparts existants furent démolis sans doute dans la dernière décennie du XVIIIe siècle, la démolition de l'une des quatre portes, dite du Pont-de-Pierre, intervenant en 1825. Les anciens fossés, en contrebas, sont aujourd'hui convertis en jardins potagers.
Une transaction fut passée le 20 janvier 1553 entre le duc de Nevers et les habitants de Chaource, les Maisons, Metz-Robert et Pargues au sujet de leurs droits dans la forêt (voir 6.2)). Cet accord s'est transformé par la suite pour donner naissance à la forêt syndicale de Chaource, Metz-Robert et Maisons-les-Chaource.

### Les guerres de Religion (1562-1598)
Les huguenots (protestants) stationnés à Tanlay (au sud de Tonnerre) firent de fréquentes incursions dans le Chaourçois. En 1567, ils s'abattirent sur Chaource et ses environs, pillant plusieurs églises.
Les brigandages réapparaissent ; des bandes organisées, profitant de la faiblesse de l'autorité, se livrent au pillage.
En 1594, Troyes tient pour la Ligue (mouvement religieux et politique regroupant les catholiques français), mais fait sa soumission au roi en avril, et le marquis de Praslain, résidant à Chaource, est nommé bailli de Troyes par le roi Henri IV, en récompense de ses loyaux services.
Lucien Coutant, historien du Barséquanais, dans une communication faite en 1855 à la Société académique de l'Aube, fait mention d'un atelier monétaire qui aurait existé à Chaource à la fin du XVIe siècle. Les coins découverts par l'intéressé portent le millésime de 1578, 1579, 1580 et 1581. On peut en conclure que la ville de Troyes étant au pouvoir de la Ligue, le maréchal de Praslain, qui tenait le parti du roi, ne pouvait plus disposer de l'hôtel des Monnaies de Troyes pour la fabrication des espèces nécessaires à l'entretien des troupes qu'il commandait. Il dut naturellement obtenir de Henri III, l'autorisation d'ouvrir un atelier temporaire de monnaies dans un lieu soumis à sa dépendance, et l'on conçoit aisément qu'il ait choisi la ville de Chaource. Cet atelier dut cesser d'exister dès que la ville de Troyes eut reconnu Henri IV.

### Chaource auXVIIesiècle
Avec l'avènement au trône de France du roi Henri IV (1589), la paix s'instaure et la prospérité est de retour. En 1601 les terres de la baronnie-châtellenie de Chaource, toutes proches de Praslin, sont acquises par le maréchal Charles de Choiseul-Praslin sur Henriette de Clèves, duchesse de Nevers, puis deviennent partie constituante du marquisat de Praslin érigé en 1615.
En 1605, afin de permettre une communication plus facile et plus sûre, le chemin entre Chaource et Troyes par la forêt d'Isle, est élargi, et à cet effet, les habitants y ont la faculté de couper du bois.
En 1610, Edme Lesecq, curé de Chaource, aumônier du roi, fit partie des sept membres du clergé chargés de la rédaction des cahiers du clergé.

### Chaource auXVIIIesiècle
Les fortifications de Chaource disparurent au cours de ce siècle. Elles comprenaient quatre portes : Saint-Jacques, les Bruyères, la Lieutenande, et le Pont de Pierre.
Après une série de procès engagés par des habitants de Chaource, l'arrêt de la cour intervenu le 26 août 1756 donne raison aux seigneurs indivis de Chaource en maintenant leur droit de directe universelle sur tous les héritages du territoire dépendant de la paroisse de Chaource. Cet arrêt définit ces droits de tierce comme suit : 
- sur les terres labourables, ce droit est celui de la douzième gerbe ;
- sur les vignes, ce droit est d'un cens de 2 sols par arpent ;
- sur les prés, il est de 4 deniers de cens par arpent.

Vers 1780, Chaource, ville abondante en blé, fournissait Troyes en avoine, volaille, beurre et œufs. C'était un lieu de passage pour le bétail du Morvan qui approvisionnait les boucheries de Troyes. Un service régulier de messageries existait entre Troyes et Chaource.
En 1780, Nicolas Parent fait construire le premier château, qu'on appelle aujourd'hui la « petite Cordelière », englobé dans le parc de la Cordelière.
À la fin du XVIIIe siècle, il n'est pas une seule commune qui n'ait au moins un professionnel du bâtiment : le maçon. Plus les communes sont importantes, plus les ouvriers sont nombreux et diversifiés : maçons, charpentiers, couvreurs, tailleurs de pierre, vitriers, torcheurs, plâtriers. Ainsi, à Chaource, on en compte entre 25 et 30.

### Chaource pendant les invasions et occupations de 1814-1815
À la suite de la bataille de la Rothière (au sud de Brienne-le-Château (Aube)) le 1er février 1814 et du repli en bon ordre de Napoléon sur Troyes, Chaource fut alors occupée par la division légère autrichienne du général Ignace Hardegg à partir du 1er ou 2 février et jusqu'à l'abdication de Napoléon en avril.
Débarquant de l'île d'Elbe le 1er mars 1815, Napoléon se dirige sur Paris et le 18 mars, de nombreuses troupes font étape à Chaource. Après la défaite de Waterloo, le 18 juin, la France dut à nouveau subir l'occupation des troupes alliées. Les premiers éléments arrivèrent à Chaource le 11 juillet avec une colonne mobile de 150 hussards qui bivouaquèrent deux jours. Puis du 21 juillet au 13 août, 11 700 hommes et 6 500 chevaux passèrent par Chaource. Ce passage s'accompagnait de lourdes réquisitions livrées par les autorités locales ou prises parfois par la force, le tout évalué à la somme de 38 687,2 francs.

### De 1815 à 1900: période de mutation
Après la période napoléonienne, la situation générale se normalise. À Chaource, une classe bourgeoise, née de la Révolution, a pris en mains les affaires de la commune. Des améliorations sensibles sont apportées : 
- construction d'un nouveau cimetière ;
- construction d'un lavoir en 1823 ;
- achat d'une maison pour y aménager l'école de garçons ;
- aménagement de promenades publiques ;
- construction d'une gendarmerie ;
- réfection et consolidation de l'église ;
- construction de la route Troyes-Tonnerre en 1845 avec modification du tracé aux abords de Chaource ;
- construction d'une halle aux grains entre 1855 et 1858 ;
- inauguration, en novembre 1900, du château de la Cordelière construit par le vicomte Frédéric Chandon de Briaille, alors maire de Chaource.

La compagnie de sapeurs-pompiers de Chaource a certainement été créée au début du XIXe siècle.
Entre 1800 et 1850, on compte quatre poteries à Chaource.

#### Guerre de 1870
Paris fut investi par les armées prussiennes dès le 19 septembre 1870 et dès lors, Chaource dut de nouveau répondre à de lourdes réquisitions, mais ce n'est que le 29 décembre que les premières troupes y arrivèrent.

### AuXXesiècle

#### Généralités
Au début du XXe siècle, Chaource était relié quotidiennement par voitures hippomobiles aux villes de Troyes, Tonnerre, Bar-sur-Seine et Jeugny (pour la correspondance du train Troyes-Saint-Florentin. À cette époque, Chaource comptait neuf auberges et cafés pour un peu plus de 1 100 habitants et six foires annuelles.
La Première Guerre mondiale mobilisa 160 Chaourçois, et 35 y périrent. De janvier à mai 1919, un contingent de 200 militaires américains cantonna à Chaource, distribuant sans compter des vivres de toutes sortes aux habitants.
Durant la Seconde Guerre mondiale, le 14 juin 1940, le village fut détruit au tiers par le bombardement d'une douzaine de Stuka ; environ 80 personnes furent tuées. Le 25 août 1944, on vit l'arrivée des premiers éléments du 2e régiment de cavalerie de l'US Army.
Les travaux de reconstruction commencent en 1946 avec notamment la réalisation d'une voie nouvelle en direction de Saint-Florentin, l'aménagement d'une place centrale, la mise en place d'un système d'égouts. Ils s'achèvent en 1953 avec la création d'un stade au lieu-dit les Promenades. La construction du réseau d'adduction d'eau se fait de 1953 à 1957, et la salle des fêtes n'est mise en service qu'en 1958. L'église, très endommagée, fait l'objet d'importants travaux.

#### Aléas climatiques
Le 28 juin 1951 : orage avec inondations rues du Berle, des Remparts, et du Beaucaron.
Le 13 décembre 1952 : tornade dans la nuit, dégâts importants, de nombreux arbres abattus en forêt, coupant la route.
Janvier 1955 : inondations généralisées causées par une pluviométrie exceptionnelle. Importants dégâts dans le département.
15 juin 1957 : violent orage avec inondations au centre du village.
31 mai 1965 : tornade et inondation à Chaource, 1,50 m d'eau dans les rues et à l'Hôtel des Fontaines, par exemple, où on déplore plusieurs millions de francs de l'époque de dégâts. Une soixantaine d'"immeubles" furent touchés par l'eau, plus ou moins gravement suivant leur niveau de construction. Des excavations naturelles se creusèrent sur 200 m des trottoirs de la RN 444. L'orage eut lieu à 18 h 15 et la circulation ne fut rétablie qu'à 23 h ! Les fosses de gazole se sont remplies et le mélange empuantissait l'atmosphère. Depuis 1910, on n'avait jamais vu une telle inondation à Chaource ! Dans tout le sud de la vallée de l'Armance, les cultures ont souffert de ce déluge.
18 juin 1977 : un orage a fait déborder le ru de Saint-Syre qui a déversé ses eaux dans la ferme de M. Martin et dans la rue du Beaucaron.
17 août 1977 : à la suite d'un orage : mur de 2 m de haut effondré sur 15 m de longueur de Saint Cyr, maisons et rues inondées.
25 janvier 1978 : pluies extraordinaires, de véritables torrents ont dévalé les rues vers 13 h 30.
Le 3 février 1990, des vents soufflant à 130 km/h ont provoqué la chute de nombreux arbres sur la route traversant la forêt, empêchant toute circulation.
Le 26 décembre 1999 : dans la nuit, mais surtout dans la matinée de ce 26, comme dans une bonne partie du Nord de la France, une tornade arrache ou casse de nombreux arbres.

## Toponymie

### Le village
La plus ancienne mention de Chaource est relevée en 878 sous la forme « Cadusia ».[réf. nécessaire]
D'après Lafitte-Houssat, il s'agirait d'un nom de formation gallo-romaine (Ier siècle av. J.-C. - Ier siècle ap. J.-C.) formé sur Catus (bataille), l'adjectif catussa (batailleuse) étant devenu le nom de famille latin ca(t)ussia qui est à l'origine du nom de Chaource.
Le nom primitif s'est transformé au cours des âges :
- Caduscia (897) ;
- Cadussia (1171) ;
- Chaorsia (1179) ;
- Chaorse (1197) ;
- Chaorsa (1209) ;
- Chaoursia et Quaoursia (1228) ;
- Chaoursia (1256-1270) ;
- Chaourse (1308).

### Les hameaux et écarts
Parmi les 24 dénombrés, seuls sont présentés ici ceux encore existants en 2010 et suffisamment à l'écart du bourg.
Commençons leur inventaire depuis le nord est, non loin du parc du château de la Cordelière puis faisons le tour de Chaource dans le sens inverse des aiguilles d'une montre.
Cette dispersion de l'habitat peut s'expliquer ainsi : le défrichement des forêts à l'époque moderne s'est accompagné, semble-t-il, d'une spécialisation dans l'élevage, pour le lait et la viande, ce qui expliquerait aisément la pratique de prés enclos et la dispersion des fermes autour de ces lieux. Les défrichements ont été menés dès le Moyen Âge, à partir de fermes tout naturellement installées au centre des terres gagnées sur la forêt. Un habitat isolé se constitue ainsi, lié aux grandes exploitations entourées de leurs terres. Elles peuvent vivre en autarcie, organiser leur système de culture et d'élevage à l'écart des contraintes collectives du village centre. Leur éloignement les autorise à ne pas joindre leurs bêtes aux troupeaux communs.

#### Les Baillys
À l'origine, fut fondé vers 1414 un ermitage, sous le vocable de l'Annonciation et autorisé par le duc de Bourgogne. Il était constitué d'une chapelle et d'un logement. Deux ermites l'habitaient, dont l'un était visiteur particulier. Cet ermitage possédait des bois et un jardin d'un demi-arpent (1 709,5 m2) dont moitié en vigne. Les habitants de Chaource se chargeaient de l'entretien. Cet ermitage se trouvait vraisemblablement auprès de la fontaine dite de l'ermitage qui donne naissance au ru du même nom, au lieu-dit le Vieux fourneau (au nord de la ferme des Baillys et à l'ouest de l'ancienne ferme des Bailly-aux-bois). Il semble qu'il ait été abandonné dans la seconde partie du XVIIIe siècle.
Le hameau des Baillys, à l'emplacement de l'actuelle ferme, comptait au XVIIe siècle, 20 feux et 28 communiants. Il ne reste plus qu'une propriété (ancienne ferme) avec son pigeonnier. Sous l'ancien régime, les Baillys étaient un fief dont le seigneur le plus connu fut le célèbre poète Amadis Jamyn (1540-1593).

#### Les Bruyères
Curieusement, ce hameau relativement important n'est pas mentionné dans les documents anciens. Il n'est pas porté non plus sur la carte de Cassini datant de la fin du XVIIIe siècle. Les constructions les plus anciennes pourraient donc dater du tout début du XIXe siècle. Il s'agit sans doute d'une contrée qui a fait l'objet d'un défrichement, la forêt devait être au Moyen Âge beaucoup plus proche de Chaource.

#### Les Povots
Ce nom était orthographié autrefois Provosts, Poveau, Pouvot et est sans doute tiré du mot "pauvre". Il y avait là une maladrerie qui soignait les lépreux. Cet établissement était doté d'une chapelle dite de Saint-Lazare ou Saint-Ladre. Au XVIIe siècle, ses biens furent transférés à la Maison-Dieu de Bar-sur-Aube ; son activité avait dû cesser à cette époque. Au XVIIIe siècle, la chapelle n'existait plus. En 1788, on recensait aux Povots : 10 feux et 24 communiants.

#### Les Petites Loges
Situé au nord des Povots et quoique proche de la commune des Loges Margueron, ce hameau fait partiellement partie de la commune de Chaource. Ce nom de "loges" signifie "huttes", "cabanes", et fait référence à un habitat isolé. Isolement qui serait à mettre à l'actif des défricheurs qui rompaient avec le village du fait de l'éloignement.

#### La Feulie
En 1788, ce hameau comptait 11 feux et 24 communiants. En 1884, on y comptait 24 habitants. Ce hameau était anciennement un fief. En 1689, Charles Pascot, seigneur de Maison Neuve, y habitait, peut-être dans la maison à étage, qui est sans conteste une maison de notable.

#### Les Poteries
Situé à 2 km à l'ouest de Chaource, ce hameau tire son nom d'une poterie qui y existait au XIXe siècle et employait une argile grise du Barrémien supérieur (crétacé inférieur). Il était auparavant constitué de plusieurs écarts sous différentes appellations. En arrivant au hameau, les quelques maisons au carrefour étaient connues sous le nom de Mauprot ou Maupréau. Le chemin à droite menait à la ferme de la Grande Cour. À gauche, près du chemin de la Feulie, se trouvait la ferme de Bréviande dont il reste encore une construction au milieu d'un pré.
Les bâtiments à usage industriel de la poterie ont été démolis et le dernier rasé vers 1960. On y fabriquait des bols, des écuelles, des pots à fleurs, des chaserons, des pots à fromage et à huile...

#### La Bande
C'était une ancienne maison seigneuriale déjà signalée en 1196. À cette date, Gauthier de Maligny en fit don à l'abbaye de Quincy (Yonne). La seigneurie fut vendue à la famille de Vitel au début du XVIe siècle puis passa par héritage dans le patrimoine des de Damoiseau. À la fin du XIXe siècle, Ludovic de Damoiseau, maire de Chaource de 1884 à 1896, vendit la propriété au vicomte Chandon de Briailles. On ignore à quelle date fut construit le château. La chapelle St Laurent, attenante, fut bénie solennellement le 8 août 1757. En face de la propriété de la Bande, à droite de la route qui mène à St Florentin, se situait la ferme de la Petite Bande, démolie à la fin du XIXe siècle.

#### La Cour Mathie
Ce lieu-dit se situe sur la route de Maisons-les-Chaource, à l'endroit de la carrière Herrault. Dans la première moitié du XXe siècle, toute la nombreuse famille Herrault travaillait à l'exploitation de cette carrière, logeant pour la plupart dans des roulottes. C'était un petit village sis à côté des installations industrielles. À l'époque, la pierre calcaire de la région était utilisée à la construction et à l'entretien des routes départementales, et l'entreprise tournait à plein.

#### La ferme de la Navarre
Elle se situe à l'est, en direction de Pargues. Le chemin de Pargues, à l'origine voie romaine, traversait des propriétés maintenant aliénées pour atteindre la ferme de la Navarre. C'était sans doute un franc-alleu (ne dépendant d'aucun seigneur) puisque le 23 mars 1556, Henri de Monstier, écuyer, s'intitulait seigneur de la Navarre. La seigneurie fut acquise ensuite par la famille de Broë dont le dernier représentant, Jacques, était commandant de la Garde nationale sous la Révolution.

#### Le château de la Cordelière
Il est aujourd'hui entouré d'un parc transformé en terrain de golf. Ce château fut construit à la fin du XIXe siècle par la famille Chandon de Briailles. Au XVIIe siècle, ce domaine était dénommé la Maison Rouge ou la Vendue aux Cordeliers, propriété sans doute d'une communauté de moines franciscains dits cordeliers. Il appartenait alors aux ancêtres de la famille Chandon de Briailles.

## Politique et administration

### Liste des maires
| Période                                  | Période   | Identité                      | Étiquette | Qualité                                                                                     |
| ---------------------------------------- | --------- | ----------------------------- | --------- | ------------------------------------------------------------------------------------------- |
| 1922                                     | mai 1953  | François Chandon de Briailles | DVD-RPF   | Nommé conseiller départemental en 1943 Conseiller général du canton de Chaource (1945-1953) |
| mai 1953                                 | mars 1965 | Georges Richert               | DVD       | Vétérinaire, conseiller général du Canton de Chaource (1953-1958)                           |
| mars 1965                                | mars 1977 | Bernard Moretto               | PCF       | Principal du collège                                                                        |
| mars 1977                                | mai 2020  | Jean Pouillot                 | UDI       | Médecin à la retraite, conseiller général du canton de Chaource (1999-2015)                 |
| mai 2020                                 | En cours  | Florent Hurpeau               | SE        | Directeur d'école                                                                           |
| Les données manquantes sont à compléter. |           |                               |           |                                                                                             |

### Jumelages
Eppertshausen (Allemagne).

## Démographie

### Évolution démographique
L'évolution du nombre d'habitants est connue à travers les recensements de la population effectués dans la commune depuis 1793. Pour les communes de moins de 10 000 habitants, une enquête de recensement portant sur toute la population est réalisée tous les cinq ans, les populations de référence des années intermédiaires étant quant à elles estimées par interpolation ou extrapolation. Pour la commune, le premier recensement exhaustif entrant dans le cadre du nouveau dispositif a été réalisé en 2005.

En 2022, la commune comptait 1 012 habitants, en évolution de −6,04 % par rapport à 2016 (Aube : +0,7 %, France hors Mayotte : +2,11 %).
| 1793  | 1800  | 1806  | 1821  | 1831  | 1836  | 1841  | 1846  | 1851  |
| ----- | ----- | ----- | ----- | ----- | ----- | ----- | ----- | ----- |
| 1 406 | 1 605 | 1 503 | 1 420 | 1 535 | 1 569 | 1 540 | 1 651 | 1 598 |

| 1856  | 1861  | 1866  | 1872  | 1876  | 1881  | 1886  | 1891  | 1896  |
| ----- | ----- | ----- | ----- | ----- | ----- | ----- | ----- | ----- |
| 1 549 | 1 509 | 1 503 | 1 546 | 1 479 | 1 491 | 1 451 | 1 430 | 1 321 |

| 1901  | 1906  | 1911  | 1921 | 1926 | 1931 | 1936 | 1946 | 1954 |
| ----- | ----- | ----- | ---- | ---- | ---- | ---- | ---- | ---- |
| 1 183 | 1 138 | 1 138 | 914  | 891  | 903  | 960  | 892  | 974  |

| 1962 | 1968 | 1975 | 1982  | 1990  | 1999  | 2005  | 2006  | 2010  |
| ---- | ---- | ---- | ----- | ----- | ----- | ----- | ----- | ----- |
| 978  | 971  | 965  | 1 106 | 1 031 | 1 092 | 1 100 | 1 104 | 1 102 |

| 2015  | 2020  | 2022  | - | - | - | - | - | - |
| ----- | ----- | ----- | - | - | - | - | - | - |
| 1 080 | 1 017 | 1 012 | - | - | - | - | - | - |

### Pyramide des âges
En 2021, le taux de personnes d'un âge inférieur à 30 ans s'élève à 30,3 %, soit en dessous de la moyenne départementale (35,0 %). À l'inverse, le taux de personnes d'âge supérieur à 60 ans est de 35,6 % la même année, alors qu'il est de 28,2 % au niveau départemental.
En 2021, la commune comptait 482 hommes pour 533 femmes, soit un taux de 52,51 % de femmes, légèrement supérieur au taux départemental (51,30 %).
Les pyramides des âges de la commune et du département s'établissent comme suit :
| Hommes | Classe d’âge | Femmes |
| ------ | ------------ | ------ |
| 1,7    | 90 ou +      | 4,3    |
| 9,0    | 75-89 ans    | 13,2   |
| 21,5   | 60-74 ans    | 21,1   |
| 21,6   | 45-59 ans    | 19,0   |
| 14,4   | 30-44 ans    | 13,4   |
| 13,6   | 15-29 ans    | 14,8   |
| 18,2   | 0-14 ans     | 14,2   |

| Hommes | Classe d’âge | Femmes |
| ------ | ------------ | ------ |
| 0,8    | 90 ou +      | 2,1    |
| 7,4    | 75-89 ans    | 10,2   |
| 17,4   | 60-74 ans    | 18,4   |
| 19,4   | 45-59 ans    | 19     |
| 17,8   | 30-44 ans    | 17,3   |
| 18,3   | 15-29 ans    | 15,9   |
| 19     | 0-14 ans     | 17,1   |

### Climat
Pour des articles plus généraux, voir Climat du Grand Est et Climat de l'Aube.
En 2010, le climat de la commune est de type climat océanique dégradé des plaines du Centre et du Nord, selon une étude du Centre national de la recherche scientifique s'appuyant sur une série de données couvrant la période 1971-2000. En 2020, Météo-France publie une typologie des climats de la France métropolitaine dans laquelle la commune est exposée à un climat océanique altéré et est dans la région climatique Lorraine, plateau de Langres, Morvan, caractérisée par un hiver rude (1,5 °C), des vents modérés et des brouillards fréquents en automne et hiver.
Pour la période 1971-2000, la température annuelle moyenne est de 10,6 °C, avec une amplitude thermique annuelle de 15,8 °C. Le cumul annuel moyen de précipitations est de 761 mm, avec 11,7 jours de précipitations en janvier et 7,9 jours en juillet. Pour la période 1991-2020, la température moyenne annuelle observée sur la station météorologique de Météo-France la plus proche, « Chessy-les-Prés_sapc », sur la commune de Chessy-les-Prés à 17 km à vol d'oiseau, est de 11,2 °C et le cumul annuel moyen de précipitations est de 756,5 mm. 
La température maximale relevée sur cette station est de 41,4 °C, atteinte le 25 juillet 2019 ; la température minimale est de −22,2 °C, atteinte le 2 janvier 1997,,.
Les paramètres climatiques de la commune ont été estimés pour le milieu du siècle (2041-2070) selon différents scénarios d'émission de gaz à effet de serre à partir des nouvelles projections climatiques de référence DRIAS-2020. Ils sont consultables sur un site dédié publié par Météo-France en novembre 2022.

## Urbanisme

### Typologie
Au 1er janvier 2024, Chaource est catégorisée commune rurale à habitat dispersé, selon la nouvelle grille communale de densité à 7 niveaux définie par l'Insee en 2022.
Elle est située hors unité urbaine. Par ailleurs la commune fait partie de l'aire d'attraction de Troyes, dont elle est une commune de la couronne,. Cette aire, qui regroupe 209 communes, est catégorisée dans les aires de 200 000 à moins de 700 000 habitants,.

### Occupation des sols
L'occupation des sols de la commune, telle qu'elle ressort de la base de données européenne d’occupation biophysique des sols Corine Land Cover (CLC), est marquée par l'importance des territoires agricoles (64,4 % en 2018), une proportion sensiblement équivalente à celle de 1990 (64,3 %). La répartition détaillée en 2018 est la suivante : 
prairies (32,4 %), forêts (31,2 %), terres arables (29,3 %), zones urbanisées (3,1 %), zones agricoles hétérogènes (2,7 %), espaces verts artificialisés, non agricoles (1,3 %). L'évolution de l’occupation des sols de la commune et de ses infrastructures peut être observée sur les différentes représentations cartographiques du territoire : la carte de Cassini (XVIIIe siècle), la carte d'état-major (1820-1866) et les cartes ou photos aériennes de l'IGN pour la période actuelle (1950 à aujourd'hui).

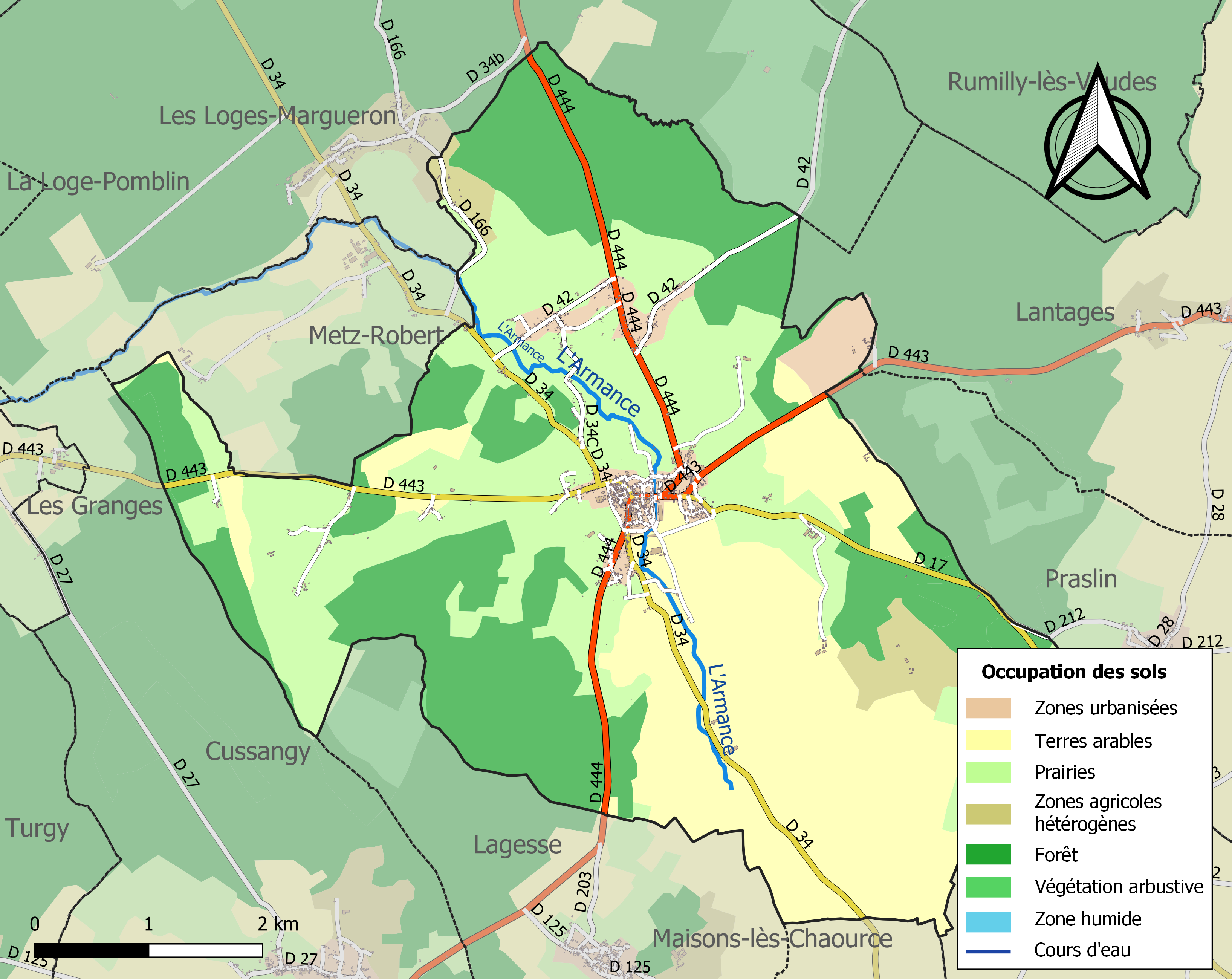
Carte des infrastructures et de l'occupation des sols de la commune en 2018 (CLC).

## Autres occupations du sol

### L'agriculture
En 1959, la coopérative de blé de la région de Troyes fit construire un silo à grains à Maisons-lès-Chaource, en bordure de la route de Chaource, lieu-dit la Cour Mathie. Ce silo a ensuite été repris par le groupe Nouricia. Les agriculteurs de Chaource ont donc un lieu de livraison proche de leur exploitation.
Les productions se sont diversifiées en fonction de leur rentabilité. Aux céréales traditionnelles, se sont ajoutés le colza et le maïs.

### La forêt
La forêt syndicale de Chaource, au sud du grand massif forestier d'Aumont et dans la région forestière de la Champagne Humide, est exploitée par les communes de Chaource, de Metz-Robert et Maisons-lès-Chaource. Ces deux dernières sont d'anciennes succursales de Chaource, à la suite d'une transaction passée en 1553 par le duc de Nevers, seigneur d'Isle et de Chaource, au sujet du droit d'usage dans la forêt de Chaource.

## Les industries

### Scierie et carrières
À partir de 1945, les travaux de reconstruction occupent de nombreuses entreprises du bâtiment et de travaux publics. De petites entreprises ont réussi à survivre à la guerre. On peut citer la scierie La Forestière de Chaource qui employait encore 20 ouvriers peu avant sa cassation d'activité vers 1975.
Il existait encore à Chaource, dans le début de la seconde moitié du XXe siècle, plusieurs carrières qui exploitaient le calcaire des assises de l'étage portlandien du jurassique. Ces calcaires étaient destinés principalement à l'entretien des routes. L'utilisation de ces matériaux étant en nette baisse, les carrières ont dû arrêter leur exploitation. La carrière Herrault, située route des Maisons, au lieu-dit La Cour Mathie, a employé une trentaine de prisonniers allemands après la guerre de 1939-1945. Elle a cessé d'être exploitée au décès de son propriétaire en 1951. La carrière Lucas, proche de la première, a fonctionné avec une activité réduite après la guerre, pendant quelques années. L'usine Nivelet a installé ses bâtiments sur ce terrain en 1964.

### Les meubles Robert
En 1950, les frères Robert, Maurice et René, dirigeaient un petit atelier d'ébénisterie qui fabriquait des meubles pour des particuliers. En 1953, ils obtinrent des marchés à la SNCF et au ministère des Finances pour la livraison de bureaux, de tables, et de bibliothèques. De nouveaux bâtiments furent construits en extension vers la rue des Cannes. Puis en 1966, l'entreprise Robert frères s'implanta en dehors de l'agglomération, rue de la Lame sur un terrain de 5 ha, dans des bâtiments neufs d'une superficie de 6 000 m2. L'usine est alors en pleine production, employant jusqu'à 50 ouvriers, livrant par camions vers la gare de Jeugny. La conjoncture défavorable avec la diminution des commandes, obligea l'entreprise à diversifier sa production vers la fabrication de meubles en chêne, de style ou contemporains, pour tous usages, ce qui entraina une réduction du personnel. L'entreprise, actuellement gérée par le fils Benoît, voit son nombre de salariés diminuerà 6 avec une production à l'arrêt uniquement consacrée à la finition et non plus à la création.

### Les Établissements Devanlay
En 1966, les Établissements Devanlay-Recoing installent une usine de bonneterie à Chaource dans les anciens locaux de l'entreprise Robert Frères. Leur superficie est de 900 m2. En 1988, l'entreprise Devanlay implante à Chaource une antenne de sa division de sous-vêtements Scandale. En 1991, la municipalité accepte de construire une usine relais, en bordure de la route de Maisons-lès-Chaource. L'entreprise s'y installe en février 1992. 75 personnes, dont 2 hommes (seulement), y sont employés et produisent 4 000 pièces par jour. L'usine ferme définitivement ses portes en 2000.

### La cidrerie Bellot
Le parcours professionnel des frères Bellot a bien des similitudes avec celui des frères Robert. Le père, Louis Bellot, possédait à Chaource, route de Troyes, une modeste cidrerie. En 1960, un essai de fabrication de jus de pomme fut concluant et les acheteurs furent séduits par la qualité de ce produit. Il devint nécessaire d'augmenter et de diversifier la production et donc de se pourvoir d'un matériel moderne et performant et d'augmenter prioritairement la capacité des locaux trop exigus. Au jus de pomme, s'ajoute en 1967 le cidre bouché brut ou doux, ceci avec les pommes produites dans les nombreux vergers du pays d'Othe mais aussi des Ardennes par exemple.
En 1970, on voit apparaitre sous la marque Frébel, des boissons aux fruits fabriquées à partir de concentrés venant d'Israël et de Côte d'Ivoire. En 1986, Henri Bellot, chimiste à ses heures, invente le Cacibel, cocktail au cidre, au cassis et au miel, délicieux breuvage peu alcoolisé dont la marque a été officiellement déposée et qui connait tout de suite le succès avec une vente de 200 000 bouteilles par an. En 1995, c'est le lancement de l'Apibel, boisson pétillante et sans alcool déclinée en 4 parfums. En 1996, c'est le lancement du Goldnight et de l'apple-tea, boissons sans alcool, appréciées dans les discothèques. Environ 3 millions de bouteilles au total sont ainsi produites chaque année.
La direction fut alors reprise par Christophe Bellot, fils d'Henri, qui innova encore avec de nouveaux produits comme la limonade artisanale par exemple. En 2005, un nouvel incendie détruisit une bonne partie des locaux, obligeant l'entreprise, employant alors 9 salariés, à cesser provisoirement toute activité. Elle la reprit début 2006, après reconstruction de la partie détruite, sous la direction d'Henri Bellot, son fils Christophe ayant trouvé un emploi intéressant à l'étranger. La cidrerie Bellot fut rachetée en juillet  2007 par les établissements Guillet frères, de Loire-Atlantique, tout en conservant la marque Bellot. En 2012, l'usine fonctionne sous la direction de Mélisande Bredow avec 6 salariés.

### L'entreprise Nivelet
En 1965, l'entreprise Nivelet, fabriquant des tôles électriques, s'installa en bordure de la route de Maisons lès-Chaource dans une ancienne carrière cédée par la commune. Le bâtiment, c'est-à-dire un vaste hall avec une plateforme en ciment et une charpente métallique a été construit ensuite.

## Le commerce
En 1968, M et Mme Georges Saunier, exploitants d'un commerce de boucherie au centre-ville de Chaource, ont procédé à un agrandissement considérable de leur magasin dont la surface a été multipliée par 5. Ils ont aussi innové en s'orientant vers la formule du libre service en associant à leurs activités tous les rayons UNA : alimentation, articles de bazar, quincaillerie, confection, fruits et légumes, etc.
Après la fermeture de la scierie de Chaource, route de Troyes, les Établissements Saunier, après acquisition du terrain, implantèrent en 1983, un supermarché sur une surface de 400 m2. Ce commerce prit une expansion considérable et la surface du magasin fut portée en 2001 à 1 000 m2 sous la marque ATAC. Un parking conséquent a été aménagé ensuite.
Corrélativement, plusieurs petits commerces d'alimentation ont disparu. Dans les années 1960, on vit la disparition dans tout le canton, des maisons à succursale des Docks de l'Union Française et de la Ruche Moderne. Les Établissements Economiques Troyens réussirent à poursuivre leur activité (sous l'enseigne Casino) dans le centre-ville de Chaource en modernisant leur installation.
Le terrain et les bâtiments de l'ancienne usine Devanlay, route des Maisons, ayant été repris par la commune, celle-ci a décidé en 2003, de les mettre en vente. La Société Lisa Services s'est portée acquéreur afin d'y installer un magasin Gam Vert qui a ouvert en 2004, faisant suite au magasin Vert Saison situé en face de la gendarmerie.

## Personnalités notables de la commune
- En 1460, naquit au château de Chaource, Gérard de Nevers, dit le Bâtard de Chaource, fils illégitime de Jean de Bourgogne, comte de Nevers, seigneur de Chaource et de Rethel, qu'il eut de Marguerite Fyot d'Ampilly, demoiselle d'honneur et lectrice de la duchesse de Bourgogne, née à Châtillon-sur-Seine (Côte-d'Or) et baptisée en l'église Saint-Vorles en 1442. Ce bâtard du comte de Nevers fut reçu en 1476 chevalier de l'Ordre de Saint-Jean de Jérusalem, dit de Rhodes, au château de Voulaines-les-Templiers (Côte-d'Or), siège du Grand Prieuré de Champagne) et partit pour l'île de Rhodes. Il revint en Bourgogne, et il épousa à Voulaines-les-Templiers en 1509, Jeanne Legrand de Baigneux, dame d'honneur de la princesse de Bourbon. Son épouse mit au monde à Voulaines-les-Templiers une fille dénommée Claude de Chaource qui épousa  à Voulaines-les-Templiers, Jean Beguin, chevalier (1489-1532), homme d'armes puis capitaine des arbalétriers de Monseigneur le Grand Prieur de Champagne. D'où un fils, Claude Beguin, seigneur de La Perrière et de Poiseul (aujourd'hui en Côte-d'Or) qui épousa Bastienne de Gand, d'où postérité à Voulaines-les-Templiers, Baigneux, Châtillon-sur-Seine, Dijon.
- Le Maître de Chaource, sculpteur champenois anonyme du XVIe siècle.
- Amadis Jamyn (1540-1593), homme de lettres et poète de la Pléiade ;
- Edmond Richer (1560-1631) théologien gallicaniste ;
- Mathieu-François Pidansat de Mairobert (1707-1779), littérateur polygraphe, auteur d'ouvrages à succès et à scandales ;
- Nicolas Petit (1732-1791) ébéniste ;
- Nicolas Parent (1744-1794), député aux États Généraux, avocat du Roi ;
- Jacques Edme Régnault de Beaucaron, (1759-1827), né le 1er septembre 1759 à Chaource, poète et littérateur, député de l'Assemblée Législative en 1791, président du Tribunal de première instance de Nogent-sur-Seine en 1811 sous le Premier Empire, puis en 1816, sous la Restauration.
- Le comte François Chandon de Briaille, maire de Chaource de 1922 à 1953, conseiller général de 1947 à 1953, résistant, déporté en Allemagne.

## Culture et patrimoine

### Monuments historiques

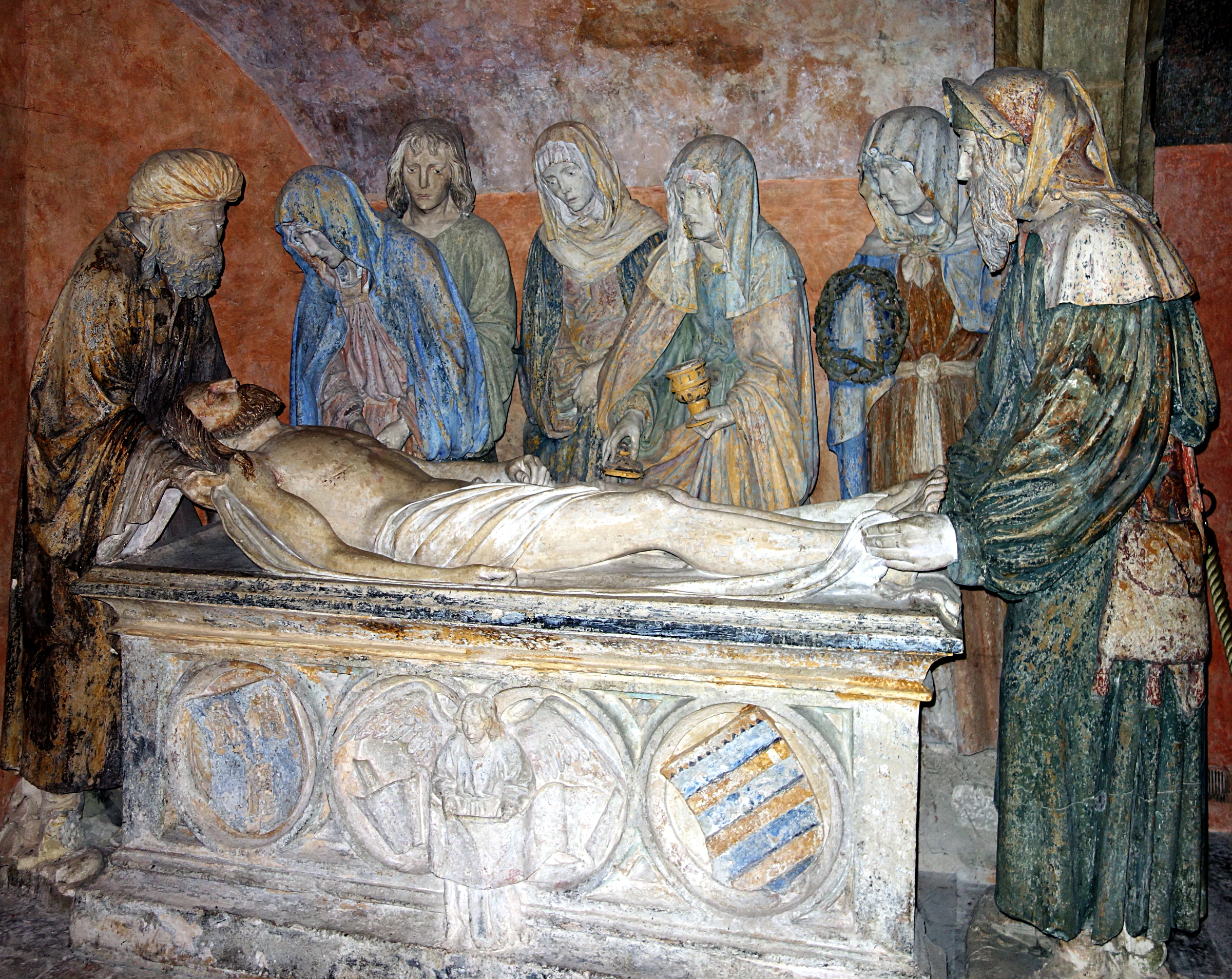
La Mise au Tombeau de Chaource.

- Église Saint-Jean-Baptiste XIIe-XVIe siècle. C'est à la fin du XIIe siècle que, remplaçant une fruste chapelle, l'église primitive de Chaource est édifiée. L'ampleur et la qualité des constructions s'y révèlent impressionnantes avec le chœur et les chapelles environnantes. Réputée pour sa Mise au Tombeau et sa crèche en bois doré, l'église se visite comme un musée. Œuvre magistrale réalisée en 1515 par un inconnu dénommé le Maître de Chaource, la Mise au Tombeau est un chef-d'œuvre de l'École troyenne (École champenoise)[17].
- Chapelle de la maison de retraite de Chaource.
- Le grenier aux moines est également construit à cette époque (début du XIIIe siècle). Il appartenait à l'abbaye de Montiéramey (voir 1.2) et était un vaste bâtiment dont les murs de pierre d'une épaisseur de 1,10 m étaient soutenus par sept massifs contreforts et surmontés d'une belle corniche de pierre à modillons. Ce grenier ou grange servait vraisemblablement d'entrepôt pour les grains. Le dit bâtiment qui a subi des modifications qui l'ont sensiblement dénaturé est toujours existant à côté du presbytère sous le nom de salle Saint-Louis.
- L'ancien Hôtel-Dieu, fondé vers l'an 1450.
- Le château de la Cordelière, construit entre 1892 et 1900, pour la famille Chandon de Briaille. De style composite, néo-gothique et néo-renaissance, comme on l'affectionnait à cette époque. Il est l'œuvre de l'architecte Sauger. Entouré d'un parc de 50 hectares, il est actuellement le centre d'un parcours de golf. Un historique et des documents très détaillés sont visibles sur le site internet du Golf de Troyes La Cordelière (photos et vidéo en lien).
- Sur la route des Granges, le manoir de la Bande, est le témoignage de ces manoirs de l'Ancien Régime, dont l'allure est celle d'une grosse exploitation agricole. Au XIXe siècle, il a appartenu à la famille Damoiseau de la Bande, dont un membre, Ludovic de Damoiseau de la Bande, fut maire de Chaource en 1895.

### À voir également

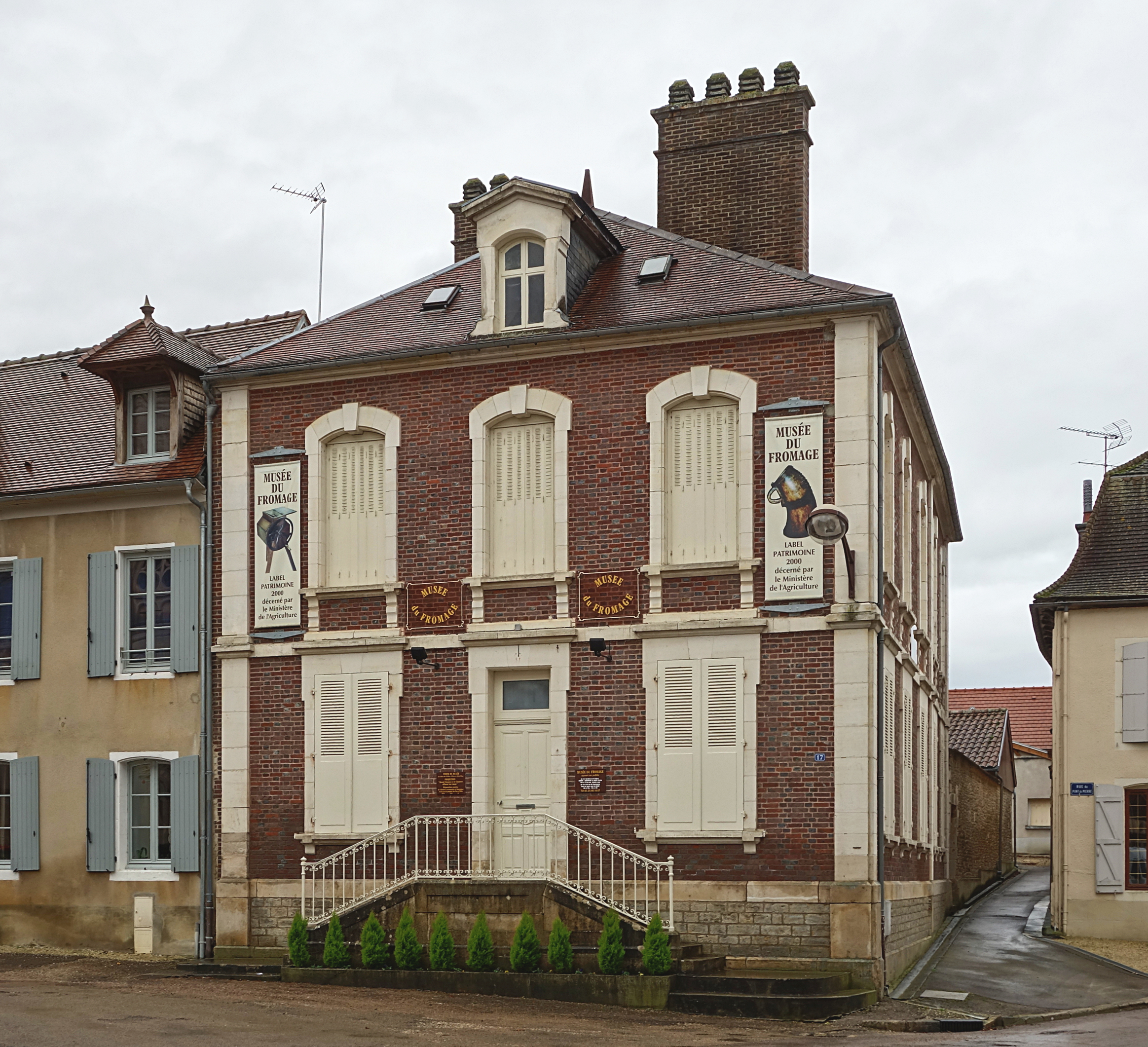
Le musée du fromage.

- Le Musée du fromage : « Une des plus belles collections de France ». Râpes à fromage du XIXe siècle, égouttoirs, … des cuillères à crémer, très rares. Le « démouré », la cabane itinérante où dormait le gardien des troupeaux…
- Les anciennes demeures chaourçoises possèdent un soubassement de pierres jusqu'à la hauteur des linteaux des portes et fenêtres. Les pans de bois ou colombage que l'on trouve à l'étage sont en général en chêne et assemblés par des chevilles de bois. Le torchis, constitué d'un mélange d'argile et de paille d'avoine était appliqué sur les palançons, bûchettes de bois maintenues entre les pans de bois par une encoche. Un certain nombre d'habitations ont leurs façades recouvertes d'un enduit ou crépi qui masque les pans de bois. De judicieuses restaurations entreprises par certains propriétaires ont fait apparaitre de superbes façades avec poteaux de refend et de décharge, tournisses, potelets et croix de Saint André. Les maisons anciennes étaient souvent imbriquées les unes dans les autres, et il n'était pas rare que le propriétaire d'un logis ne l'était pas du grenier situé au-dessus.

En face des halles, on remarque les arcades, passages ménagés sous le premier étage des maisons, supporté par des piliers de bois. Les sculptures (salamandres, etc.), qui couvrent les linteaux des habitations, datent de la Renaissance (XVIe siècle).
- Les croix de chemins : Toutes celles antérieures à 1789 ont été enlevées pendant la période révolutionnaire comme signes extérieurs de la religion. La plupart de celles existantes ont été érigées à l'occasion de missions au XIXe siècle. On en compte une dizaine.
- La statue de Notre-Dame-de-Champs

## Héraldique
| Blason de Chaource | Blason  | D'or à un ours de sable, au chef d'azur chargé de deux chats affrontés d'argent, se léchant l'un la patte droite et l'autre la patte gauche. |
| Blason de Chaource | Détails | Armes parlantes. Le statut officiel du blason reste à déterminer.                                                                            |

## Gastronomie
- Fromage renommé de vache à pâte molle, le chaource.
- Le Cacibel, une boisson peu alcoolisée (3 %) à base de cidre, de cassis et de miel dont la recette a été mise au point dans les années 1980 par la cidrerie Bellot de Chaource. De couleur rubis, il se consomme à l'apéritif et peut être incorporé dans certaines recettes de cuisine[18],[19].

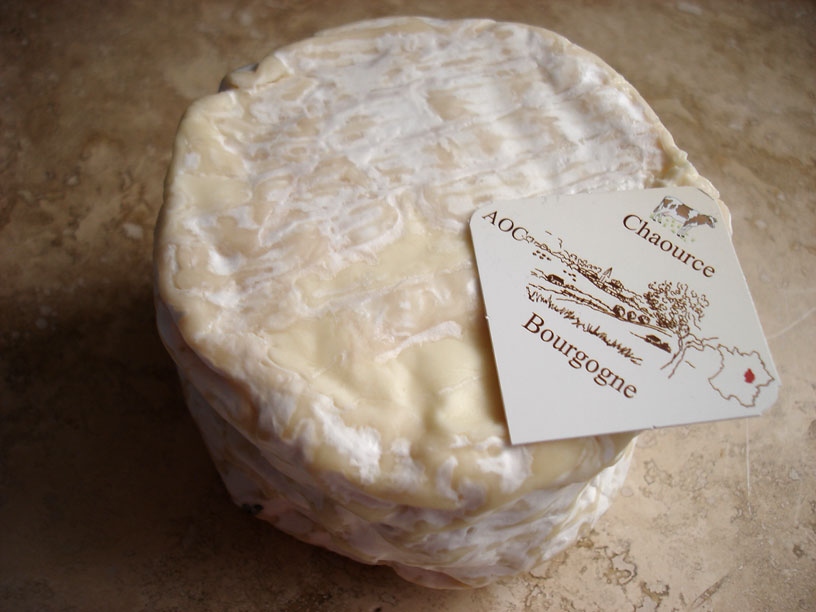
Le fameux fromage chaource.

## Environnement
Un four d'incinération des ordures ménagères à auto combustion dit Péchout, installé par les soins du SIVOM de Chaource, à Bernon, sur la route de Coussegrey, fonctionna jusqu'en 1990. Il a été démoli depuis.

### La décharge de la Loge Pomblin
Située en bordure de forêt sur la route de l'Étang, elle était exploitée par le Sivom qui procédait au ramassage des ordures ménagères avec la benne acquise fin 1990. Elle a été fermée par décision du préfet par mesure de salubrité, les casiers pleins de lixiviats s'écoulant en permanence dans les parcs en contrebas et risquant de gagner l'Armance toute proche. Elle a été recouverte d'une couche d'argile en 1995.
Depuis, les ordures ménagères sont déposées à Bar-sur-Seine. Le tri sélectif a été mis en place dès 2001 avec distribution de caissettes bleues et jaunes à chaque famille du canton. Depuis 2008, le ramassage a été confié à un prestataire privé : Sita Dectra.

### La déchèterie
Le conseil de la communauté de communes du Chaourçois décida en 2004 la construction d'une déchèterie en dur sur la commune de Lagesse, route de Chesley. La maitrise d'œuvre fut confiée au cabinet Projetec et l'inauguration eut lieu en mai 2005. Cette déchèterie est très fréquentée, notamment en été, par tous les particuliers qui ne savaient que faire de leurs déchets.

### Le projet éolien
L'association Harmonisation et protection du patrimoine chaourçois, ainsi que certaines communes du canton, s'opposent à l'installation d'éoliennes dans le canton et en dernier ressort, le projet pour le canton de Chaource n'a pas été retenu par les instances administratives.

## Alimentation en eau
En 1991, le Service départemental de distribution d'eau de l'Aube, inaugurait son agence de Chaource, alors installée dans l'ancienne école libre, rue du Pont-de-Pierre. Cette agence honore 42 communes représentant en 2012 environ 10 000 habitants. Cette installation permet de mettre à la disposition des collectivités du sud du département de l'Aube, des agents qualifiés et facilite les interventions de dépannage.
En 2009, pour faire face à de nouveaux besoins, l'agence avait une nécessité impérieuse de s'agrandir. Le service fit donc l'achat d'un terrain au lieu-dit la Lame, à proximité de l'usine des Meubles Robert. De vastes bâtiments y furent construits, et l'agence en prit possession en 2011.
En 2012, l'alimentation en eau du canton est du ressort de plusieurs syndicats intercommunaux mais Chaource dépend du Syndicat intercommunal d'alimentation en eau de Vanlay, créé en 1963, et auquel s'est rattaché Chaource en 1978.
Les travaux d'alimentation en eau potable des diverses communes du canton se sont échelonnés pendant la période de 1960 à 1980.

## Électrification
Le Syndicat intercommunal d'électricité de Chaource regroupait 24 communes. Sa mission était de pourvoir au renforcement et à l'entretien des réseaux électriques dans les communes adhérentes. Il a été dissous en 2010 et les communes ont été rattachées directement au Syndicat départemental d'électricité de l'Aube.